# Río Souris
El río Souris (del inglés: 'Souris River'), en francés: rivière Souris es un río que discurre por las provincias canadienses de Saskatchewan y Manitoba, y por el estado de Dakota del Norte, Estados Unidos.
El río Souris se origina en Yellow Grass Marshes, al norte de Weyburn, en la parte suroeste de la provincia canadiense de Saskatchewan, después fluye al sureste ingresando a Dakota del Norte, donde vira al norte para volver a entrar a Canadá, uniéndose al río Assiniboine en Manitoba después de haber recorrido unos 700 km.
En Dakota del Norte se le conoce también como río Ratón.

## Tributarios
Los principales tributarios del río Souris son:
- arroyo Antler
- arroyo Gainsborough
- río Des Lacs
- río Wintering
- río Deep
  - arroyo Little Deep Creek
  - arroyo North Cut Bank
  - arroyo South Cut Bank
  - Spring Coulee
- arroyo Egg
- arroyo Livingston
- arroyo Willow
  - arroyo Ox
- arroyo Snake
- arroyo Oak

## Ciudades a lo largo del río
Las principales ciudades a lo largo del río son las siguientes:
- Estevan (Saskatchewan)
- Weyburn (Saskatchewan)
- Oxbow (Saskatchewan)
- Minot (Dakota del Norte)
- Burlington (Dakota del Norte)
- Velva  (Dakota del Norte)
- Souris (Dakota del Norte)
- Melita (Manitoba)
- Souris (Manitoba)

- Datos: Q487925
- Multimedia: Souris River / Q487925